# Хъфей
Хъфей (на китайски: 合肥市, на пинин: Héféi) е градска префектура в Източен Китай, административен център на провинция Анхуей. Хефей е с население от 4 446 800 жители (2004 г.) и площ от 7266 км². Пощенският му код е 230000, а телефонният код 551. Намира се в часова зона UTC+8. Населението на административния район е 7 457 027 жители.

## Побратимени градове
- Белфаст, Северна Ирландия
- Бужумбура, Бурунди
- Вонджу, Република Корея
- Колумбус, САЩ
- Лерида, Испания
- Олбор, Дания
- Фрийтаун, Сиера Леоне